# Confine tra Botswana e Namibia
Il confine tra il Botswana e la Namibia ha una lunghezza di 1544 km e va dal triplice confine con il Sudafrica a sud, fino al triplice confine con lo Zambia a nord-est. 

## Tracciato
Il tracciato è caratterizzato per la prima parte da linee rette che corrono lungo meridiani e paralleli che si estendono dal triplice confine con il Sudafrica. La seconda parte è occupata dal Dito di Caprivi, una stretta protuberanza territoriale della Namibia che termina al triplice confine con lo Zambia, alla confluenza tra lo Zambesi e il Cuando.

## Storia

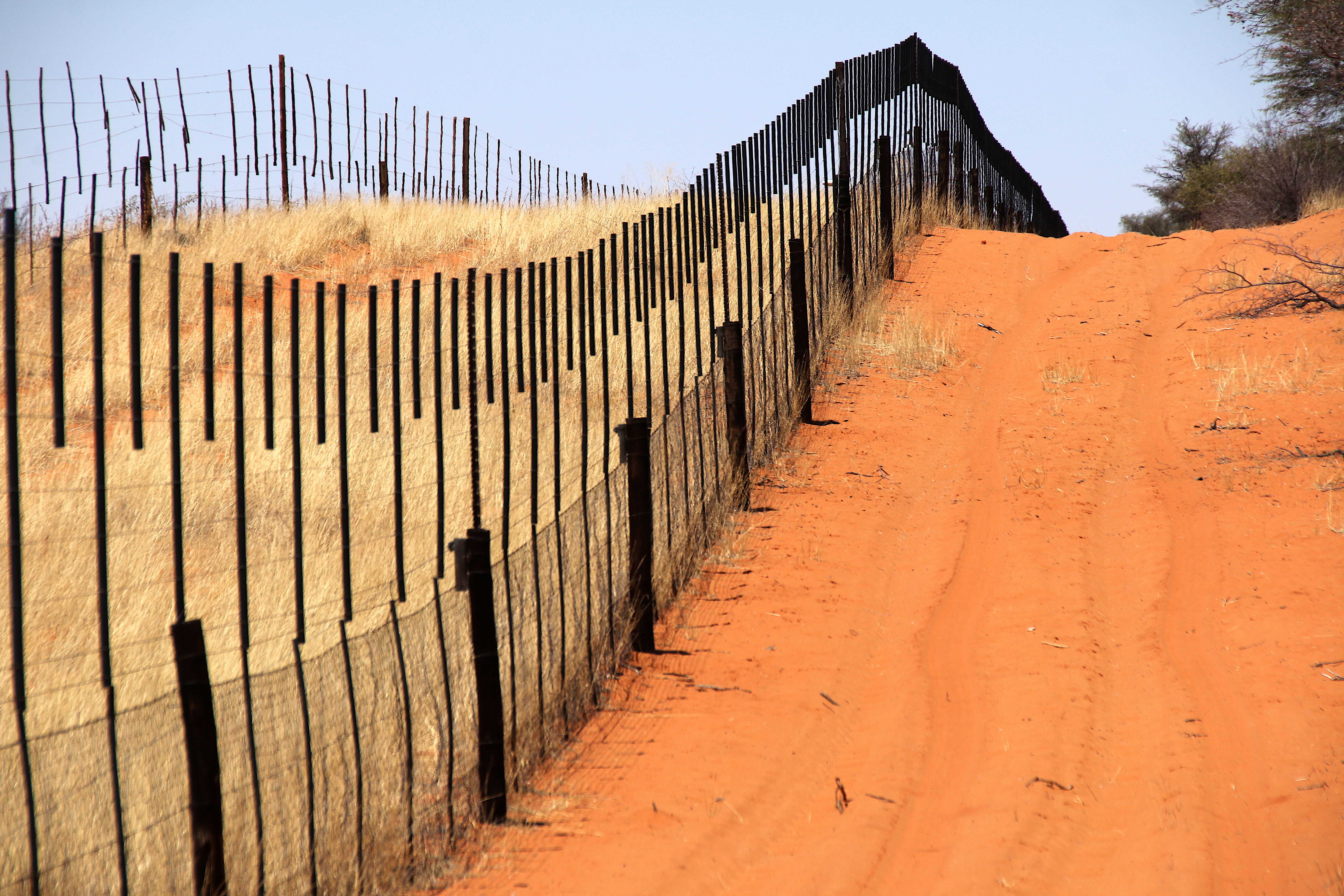
Recinzione di confine tra Botswana e Namibia

Il confine ebbe origine durante l'epoca coloniale alla fine del XIX secolo, quando la Namibia (conosciuta come Africa sud-occidentale) e il Botswana rientravano rispettivamente sotto la sfera d'influenza tedesca e britannica. 
Nel 1885 fu dichiarato il protettorato del Bechuanaland, che venne delimitato a nord dal 22º grado di latitudine sud; il suo confine settentrionale fu formalmente esteso verso nord dagli inglesi per includere il Ngamiland,
ll trattato di Helgoland-Zanzibar del 1º luglio 1890 stabilì i limiti tra le sfere di influenza tedesca e britannica in Africa e lo scambio di vari territori. Il trattato determinò la creazione del Dito di Caprivi, una striscia territoriale che permise alla Germania un accesso al fiume Zambesi. L'articolo III del trattato stabilì inoltre la delimitazione dei confini dell'Africa sud-occidentale tedesca con quella britannica. L'attuale triplice confine Botswana-Sudafrica-Namibia all'incrocio del 20º meridiano con il fiume Nossob venne determinato da un Ordine britannico nel Consiglio del 3 ottobre 1895. 
ll Protettorato del Bechuanaland fu amministrato come uno dei Territori dell'Alto Commissariato dal 1891 fino il 1º agosto 1964. Il Protettorato divenne autonomo il 1º marzo 1965 e indipendente come Repubblica del Botswana il 30 settembre 1966.
Durante la prima guerra mondiale l'Africa sud-occidentale tedesca fu conquistata dalle forze sudafricane e, dopo la guerra, al Sudafrica fu assegnato un mandato della Società delle Nazioni per amministrare il territorio. Dopo la seconda guerra mondiale, l'Assemblea generale delle Nazioni Unite adottò la risoluzione 2145 che stabilì la fine del mandato sudafricano nell'Africa sud-occidentale e pose il territorio sotto la diretta responsabilità delle Nazioni Unite. La Namibia ottenne l'indipendenza nel 1990.
Il 13 dicembre del 1999 la Corte internazionale di giustizia risolse a favore del Botswana una controversia territoriale di lunga data sulla sovranità su un'isola del fiume (Cuando (chiamata Sedudu o Kasikili), il più grande degli affluenti occidentali dello Zambesi.